# 马西埃拉 (洛萨达)
马西埃拉是葡萄牙波尔图区的一个堂区。总面积1.42平方公里，总人口1421人，人口密度1000.7人/平方公里。